# 1115

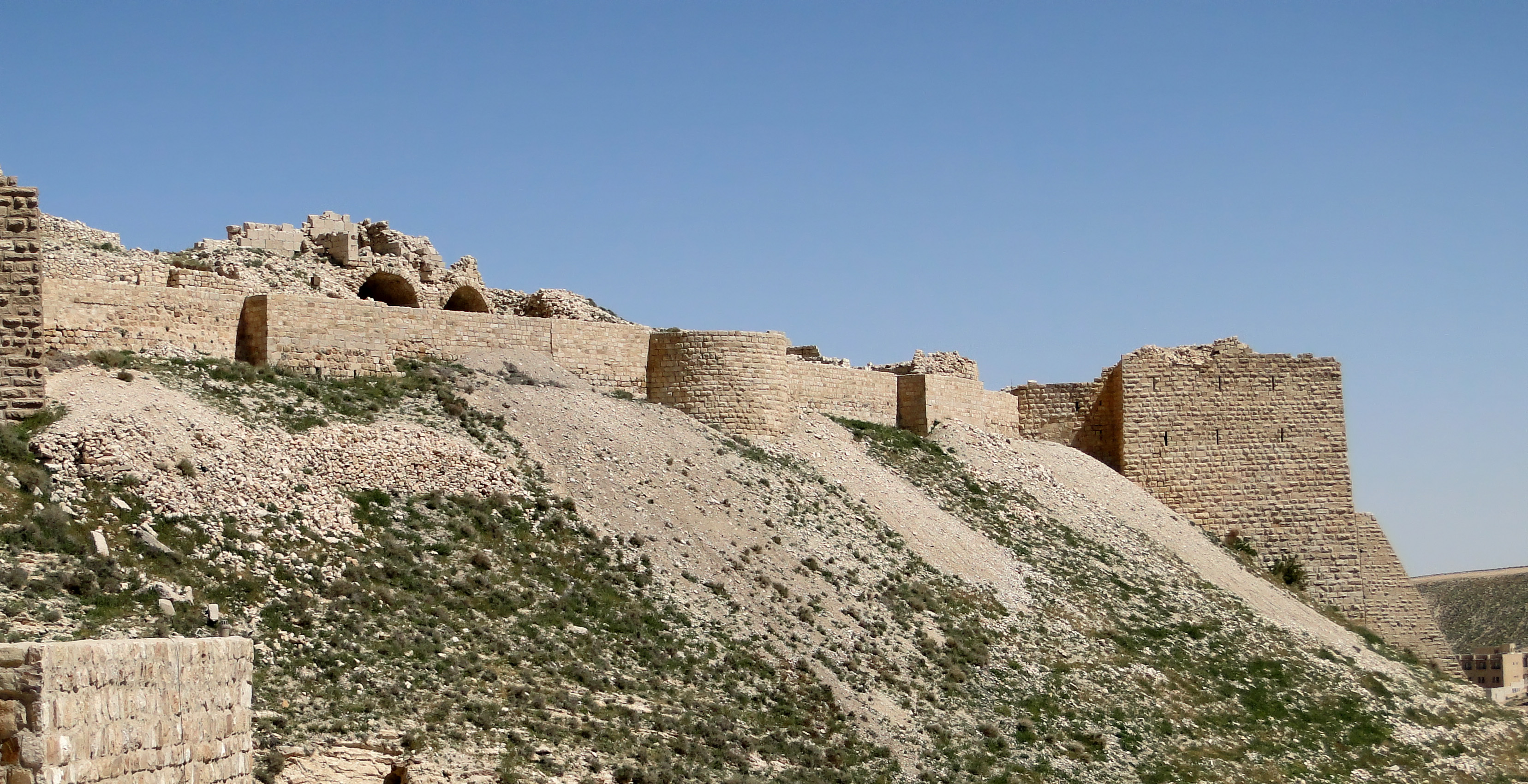
De ruïnes van het kasteel Montreal

Het jaar 1115 is het 15e jaar in de 12e eeuw volgens de christelijke jaartelling.

## Gebeurtenissen
februari
- 9 - Otto van Ballenstedt verslaat de plunderende Slaven bij Köthen en breidt zijn bezittingen uit naar het oosten.

maart
- 28 - Lodewijk VI trouwt met Adelheid van Maurienne.

juni
- 25 - De cisterciënzer monnik Bernardus sticht een klooster, de abdij van Clairvaux.
- 27 - aartsbisdom Canterbury - Ralph d'Escures ontvangt van een pauselijk gezant het pallium als opvolger van Anselmus

zonder datum
- De kruisvaardersburcht Montreal in Oultrejordain wordt gebouwd.
- Stefanus van Blois wordt graaf van Lancashire en Mortain.
- De Jurchen van noordelijk Mantsjoerije stichten de Jin-dynastie.
- Bolesław III van Polen trouwt met Salomea van Berg-Schelklingen.
- Voor het eerst genoemd: Köthen, Lichtaard, Louny, Vulendike (Oud-Schoondijke)

## Opvolging
- Aumale - Odo opgevolgd door zijn zoon Stefanus
- Noordmark - Rodolf van Stade opgevolgd door zijn neef Hendrik II van Stade

## Geboren
- 18 april - Gertrude van Saksen, Duits prinses, echtgenote van Hendrik de Trotse van Beieren
- Welf VI, markgraaf van Toscane
- Hendrik van Schotland, Schots prins (jaartal bij benadering)
- Judith van Oostenrijk, Duits edelvrouw (jaartal bij benadering)
- Koenraad van Babenberg, aartsbisschop van Salzburg (jaartal bij benadering)
- Magnus IV, koning van Noorwegen (1130-1135, 1137-1139) (jaartal bij benadering)
- Raymond van Poitiers, vorst van Antiochië (jaartal bij benadering)
- Raymond II, graaf van Tripoli (jaartal bij benadering)

## Overleden
- 8 juli - Pieter de Kluizenaar, kruisvaarderleider
- Acht Hert Jaguarklauw (~52), Mixtekenleider (of 1063)
- Adela van Vlaanderen (~51), echtgenote van Knoet IV van Denemarken en Rogier I van Apulië
- Godfried, bisschop van Amiens
- Ivo, bisschop van Chartres
- Mathilde (~69), markgravin van Toscane
- Odo II, graaf van Champagne, Meaux en Aumale
- Olaf Magnusson (15), (de jure) koning van Noorwegen (1103-1115)
- Tanchelm, Zuid-Nederlands prediker
- Gerberga, gravin van Provence (jaartal bij benadering)